# Walter Frevert

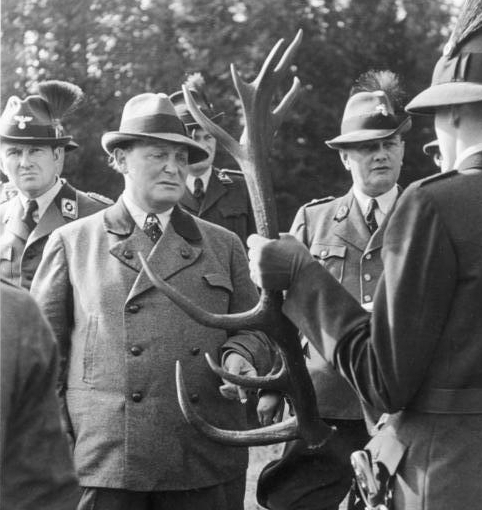
Von links nach rechts: Oberforstmeister Walter Frevert, Reichsjägermeister Hermann Göring und Oberstjägermeister Ulrich Scherping bei der Begutachtung von Hirschgeweihen (Abwurfstangen)

Walter Frevert (* 13. Oktober 1897 in Hamm; † 30. Juli 1962 im Forstamt Kaltenbronn, Gernsbach) war ein deutscher Forstmann, Jäger, Jagdschriftsteller und Kriegsverbrecher, der aufgrund seiner verschiedenen publizistischen Tätigkeiten seit den 1930er Jahren großen Einfluss auf das deutsche Jagdwesen ausübte. Er verwaltete als Oberforstmeister von 1936 bis 1945 das Staatsjagd- und Naturschutzgebiet Rominter Heide (Ostpreußen) und war während des Zweiten Weltkriegs in Kriegsverbrechen im Umfeld des Urwalds von Białowieża verstrickt. Nach dem Zweiten Weltkrieg war er für das Staats- und Repräsentationsjagdgebiet Kaltenbronn im nördlichen Schwarzwald zuständig, wo er die bereits in Rominten gepflegte Jagddiplomatie nunmehr im Interesse des neu gegründeten Landes Baden-Württemberg fortführte.
Frevert ist Herausgeber und Autor von als Standardwerken geltenden Büchern zur deutschen Jagd, wie dem zuerst 1936 im Auftrag von Hermann Göring und des Reichsbundes deutsche Jägerschaft erschienenen Jagdlichen Brauchtum. Diese Bücher sind bis heute Bestseller und gelten als Klassiker der deutschen Jagdliteratur, die Generationen von Jägern geprägt haben. Trotz ihrer Genese im ideologischen Kontext des Nationalsozialismus, beziehungsweise trotz revisionistischer Romantisierung des vormaligen deutschen Ostens (insbesondere in Rominten, 11. Auflage 2008) werden sie ohne historisierende Kommentierung bis in die Gegenwart neu aufgelegt.

## Leben

### Kindheit und Jugend
Walter Frevert war der Sohn des Zahnarztes und Gutsbesitzers Gustav Frevert und dessen Frau Bertha, geborene Overhoff. Er verbrachte seine Kindheit und Jugend in seiner Geburtsstadt Hamm sowie von 1906 bis 1915 auf Gut „Haus Gierken“ bei Schlangen. Nicht zuletzt über seinen Onkel, Forstmeister Wilhelm Frevert, kam er schon früh mit dem Waidwerk und dem Forstberuf in Verbindung, was ihn zu dem Wunsch führte, selbst den Forstberuf zu ergreifen. Er besuchte das humanistische Gymnasium in Paderborn und das Gymnasium in Lemgo.

### Im Ersten Weltkrieg und forstliche Ausbildung
Nach dem Ausbruch des Ersten Weltkriegs rückte er am 21. Juni 1915 als Feldartillerist in der Ersatzabteilung beim 1. Kurhessischen Feldartillerie-Regiment Nr. 11 in Kassel freiwillig ein. Bei dieser Einheit blieb er den gesamten Krieg über, wurde mit dem Eisernen Kreuz ausgezeichnet und kämpfte unter anderem vor Verdun und Cambrai.
Unmittelbar nach Kriegsende nahm er dann im Wintersemester 1918/19 ein Studium der Forstwissenschaften an der Forstakademie Eberswalde auf. Weitere Stationen seiner Studienjahre waren Hann. Münden, München und Halle. Im Frühjahr 1922 folgte das Referendariat, das er in mehreren preußischen Forstämtern absolvierte. Anfang 1924 legte er die Große Forstliche Staatsprüfung ab. Anschließend fand er als Forstassessor von 1924 bis 1928 im Forstamt Wolfgang bei Hanau Verwendung.

### Forstliche Laufbahn
Zum 1. April 1928 wurde Walter Frevert dann zum Forstmeister befördert und zum Leiter des Forstamtes Battenberg bestellt, wo er bis Ende November 1936 wirkte. Freverts Interesse an der Bewirtschaftung des Rotwildes und am jagdlichen Brauchtum sowie seine Erfolge in der Führung des Hannoverschen Schweißhundes machten ihn früh in der deutschen Jägerschaft bekannt.
Frevert war seit 1928 Mitglied des Deutschen Reichskriegerbundes Kyffhäuser. Er trat zum 1. Mai 1933 der NSDAP bei (Mitgliedsnummer 2.273.868) und gehörte ab Sommer 1933 auch der SA-Reserve an. In beiden NS-Organisationen trat er allerdings nicht politisch oder sonst wie aktiv hervor.
Zum 1. Dezember 1936 veranlasste Ulrich Scherping, Leiter des Jagdamtes in Berlin, Freverts Versetzung in die Rominter Heide, wo er zunächst das Forstamt Nassawen leitete und ab 1. April 1938 zusätzlich Forstinspektionsbeamter für alle vier Forstämter der Rominter Heide wurde. Er war Nachfolger von Ferdinand Wallmann, der nach 29 Jahren an das Regierungsforstamt Hannover versetzt worden war. Mit Wirkung zum 16. Dezember 1938 wurde Frevert zum Oberforstmeister befördert. Mit seiner Berufung ins Forstamt Nassawen trat er 1936 auf eigenen Antrag sowohl aus dem Deutschen Reichskriegerbund Kyffhäuser, als auch aus der SA aus. Als Walter Frevert eine Affäre mit Heinke Barckhausen, der 24-jährigen Witwe seines Kollegen Forstmeister Paul Barckhausen, angefangen hatte, erschoss sich seine Frau Gertrud, geborene Habich, am 14. Oktober mit der Flinte ihres Mannes. Frevert heiratete dann später Heinke Barckhausen, die ihn um 35 Jahre überleben sollte.
Neben Forstwirtschaft und Wildhege gehörte zu Freverts Hauptaufgaben in Rominten die Betreuung der Jagdgäste von Reichsjägermeister Hermann Göring und damit die Pflege persönlicher und politisch relevanter Netzwerke durch die Jagd. In seinen Veröffentlichungen explizit erwähnt werden unter anderem der britische Botschafter Sir Nevile Henderson, König Boris von Bulgarien, internationale Diplomaten und Aristokraten sowie hochrangige NS-Politiker und Militärs.

### Kriegsverbrechen in Bialowies/Białowieża
Während des Zweiten Weltkriegs fand Frevert -1943 zum Major der Reserve befördert– verschiedene Verwendungen, in denen sich jagdlich-naturschützerische und militärische Tätigkeiten überlagerten. Schon in Rominten profitierten Jagd und Naturschutz vom rassenideologisch motivierten Eroberungsfeldzug. Auf Görings Befehl erweiterte Frevert 1941 das Reichsnaturschutzgebiet der Rominter Heide im Südosten um ein rund 20.000 ha großes Gebiet auf erobertem polnischem Territorium. Zur Einrichtung des sogenannten Forstamtes „Adlerfelde“ wurden die Bewohner von zehn betroffenen Dörfern kurzerhand ins Generalgouvernement ausgesiedelt.
Nationalsozialistisch radikalisierte Rassenideologie, jagdliche Urwildfantasien, militärische Gewalt und der Versuch der administrativen Ordnung des eroberten „Lebensraums“ im Osten ergänzten und durchdrangen sich dann wechselseitig in der Besetzung des sogenannten „Urwaldes“ von Bialowies/Białowieża. Das im heutigen Grenzgebiet von Polen und Belarus gelegene Waldgebiet hatte seit Jahrhunderten als Jagdgebiet polnischer Könige und russischer Zaren gedient und gehörte aufgrund einer der letzten Populationen freilebender Wisente zu den mythischen Orten eines jagdlich motivierten Naturschutzes in Europa. Als Göring im Frühling 1941 den Befehl erteilte, die reservierte Fläche im Kerngebiet des eroberten „Urwalds“ um 100.000 auf 260.000 Hektar zu vergrößern und zunächst als Reichsjagdgebiet, später dann als reguläres Staatsjagdrevier einzurichten, bot sich Frevert und dem mit ihm abgeordneten Ulrich Scherping die Möglichkeit, seit dem Kaiserreich auf diesen „Urwald“ projizierte Fantasien einer mitteleuropäisch-germanischen Urwildnis, in die Praxis umzusetzen. Nach der Etablierung des „Oberforstamtes Bialowies“ in einem alten Jagdhaus des Zaren ordnete Göring im Juli 1941 an, das Waldgebiet von „Juden“ und „Partisanen“ zu „säubern“. Das Gebiet sollte zu einem „germanischen Urwald“ mit „urdeutschen“ Jagdtieren werden. Unter anderem sollten dazu die vom Berliner Zoodirektor Lutz Heck gezüchteten Heckrinder, die ein ungefähres Abbild des ausgestorbenen Auerochsen darstellten, ausgewildert werden. Frevert wurde mit der Ausführung beauftragt, erhielt umfassende Vollmachten und eine Hundertschaft des Forstschutzkorps und ging mit äußerster Rücksichtslosigkeit vor. Dörfer wurden eingekesselt, die Bewohner erhielten eine halbe Stunde Zeit, ihre Habe zusammenzupacken und auf Wagen zu laden, um dann in Trecks in östlicher Richtung „evakuiert“ zu werden. Die ausnahmslos in Holzbauweise errichteten Dörfer wurden hinterher einfach niedergebrannt. Allein vom 24. bis 31. Juli 1941 wurden auf diese Weise 34 Dörfer dem Erdboden gleichgemacht und über 7.000 Menschen vertrieben. Das Polizeibataillon 322, das Frevert zur Ausführung dieser Aktionen unmittelbar unterstand, erschoss im Zuge eines Sonderauftrages auf Befehl des Höheren SS- und Polizeiführers vom 23. Juli bis 21. August 1941 zudem sämtliche männlichen Juden in dem Gebiet – die Zahl der Todesopfer wird hier mit mindestens 584 angegeben. Die übrigen jüdischen Einwohner, meist Frauen und Kinder, wurden in das Ghetto von Kobryn in der Nähe von Brest-Litowsk deportiert.
Gegen „Partisanen“ ließ Frevert ebenfalls mit äußerster Härte vorgehen, auch wurden deren Unterstützer zur Abschreckung aufgehängt. Frevert beschrieb seine Vorgehensweise unverhohlen in seiner Korrespondenz: „Leider sind aber immer noch Partisanen und sonstige Banditen in großer Zahl hier, und die Strecke an diesen ist ganz erheblich größer als an allem Wild“. Wilhelm Bode und Elisabeth Emmert zufolge „soll in Bialowies regelrecht 'Jagd' auf die sich in den Wäldern versteckende Bevölkerung gemacht worden sein – angelegentlich regulärer Treibjagden und mit Jagdwaffen“. Die wenigen noch im Dienst verbliebenen polnischen Waldarbeiter, Förster und Jäger behandelte Frevert – der von der polnischen Jägerei überhaupt stets mit Hochachtung sprach – hingegen gut. Bis zum Sommer 1942 waren dann 116 Dörfer vernichtet und dabei etwa 900 Menschen erschossen worden. Frevert selbst war in dieser Zeit mindestens zeitweise vor Ort, auch wenn er im Herbst 1941 schwer erkrankt war und in Berlin operiert werden musste. In der Folge war er bis Ende März 1942 als dienstunfähig auch von der forstlichen Arbeit beurlaubt. Seine Verstrickung in die Kriegsverbrechen von Bialowies während der Besetzung im Zweiten Weltkrieg wurde erst im Jahr 2004 durch die Biografie von Andreas Gautschi einer breiteren Öffentlichkeit bekannt.
Als Anfang Oktober 1944 die Rote Armee die Reichsgrenze überschritten hatte und vor der Rominter Heide stand, schickte Frevert seine Familie gen Westen auf die Flucht. Er selbst zog sich bei einem Unfall eine schwere Knieverletzung zu, was eine Verlegung ins Zoobunker-Lazarett in Berlin nach sich zog. Nach der Genesung begab sich Frevert jedoch nicht wieder nach Rominten, sondern an die Westfront in die Niederlande und erlebte den „Zusammenbruch“ als Kommandant von Den Haag. Im Zuge der Kapitulation übergab er die Stadt an den kanadischen Divisionskommandeur, wurde Kommandeur des deutschen Gefangenenlagers Scheveningen und wurde bereits am 20. Juli 1945 aus der Gefangenschaft entlassen.

### Kontinuität und Neuanfang im Schwarzwald
In der unmittelbaren Nachkriegszeit lebten Frevert und seine Familie auf dem Barkhausenschen Rittergut Heinsen über Elze bei Hannover, wo er sich als Nachtwächter betätigte und Füchse fing, deren Bälge er auf dem Schwarzmarkt in Hannover für 300 bis 500 Reichsmark gut verkaufen konnte. Außerdem begann er, Forsteinrichtungsaufträge und forstliche Gutachten für Privatwaldungen auszuarbeiten.
Indem er seine Kriegsaktivitäten in Białowieża wohlweislich unerwähnt ließ, gelang es ihm, sich in Baden erfolgreich um den Posten als Leiter des Forstamtes Forbach I im Murgtal zu bewerben, was zum 1. April 1947 genehmigt wurde, wenn auch nur im Angestelltenverhältnis. Allerdings kamen Anschuldigungen und Gerüchte bezüglich seiner Aktivitäten in Rominten und im Zweiten Weltkrieg sowie des Selbstmords seiner Frau hoch, denen die Behörden nun nachgingen. Frevert selbst konnte bereits im Juni 1947 eine ganze Reihe ihn entlastender „Persilscheine“ vorlegen. In einem dieser Schriftstücke etwa verschleierte Oberlandforstmeister Fritz Nüßlein wider besseres Wissen geschickt die Rolle Freverts in Bialowies. Die Untersuchungen verliefen schließlich im Sande. Auch das ab Anfang 1948 beginnende Entnazifizierungsverfahren verlief für Frevert sehr günstig. Zunächst als Mitläufer klassifiziert und bezüglich des Gehalts vom Oberforstmeister zum Forstmeister zurückgestuft, konnte er die Untersuchungskommission von seiner „politischen Unzuverlässigkeit“ in der NS-Zeit überzeugen, auch mit dem Hinweis darauf, bereits 1936 der SA den Rücken gekehrt zu haben.

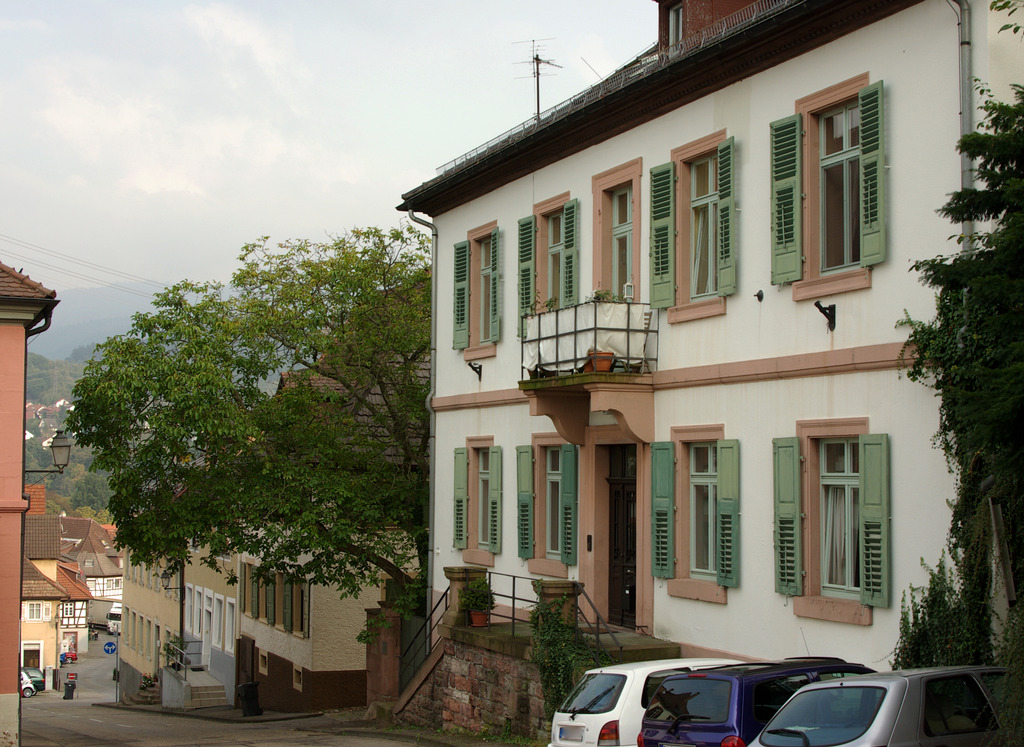
Walter Frevert leitete ab 1953 das Forstamt Kaltenbronn in Gernsbach

Als Frevert 1953, anfänglich als Vertretung, das benachbarte Forstamt Kaltenbronn in Gernsbach übernahm, regten sich in Teilen der Forstbeamtenschaft zwar Bedenken, Frevert würde den nördlichen Schwarzwald in ein „Klein-Rominten“ verwandeln. Doch genau das war letztlich politisch erwünscht, denn 1954 wurde der Kaltenbronn, Kerngebiet des Rotwildvorkommens im nördlichen Schwarzwald und ehemaliges Hofjagdrevier der Großherzöge von Baden, durch Kabinettsbeschluss zum Repräsentations- und Staatsjagdrevier des neu gegründeten Landes Baden-Württemberg erhoben. In Gernsbach baute Frevert 1955 mit seiner Familie das „Haus Rominten“, im Dienste der baden-württembergischen Staatsraison hegte Frevert starke Hirsche und Auerhähne, die hochrangigen Jagdgästen je nach Status zur Jagd freigegeben wurden. Zu den von Frevert auf dem Kaltenbronn geführten Eliten aus Politik, Militär und Wirtschaft gehörten alliierte Hochkommissare, französische und US-amerikanische Generale, Diplomaten wie der britische Botschafter Frederick Hoyer Millar, Äthiopiens Kaiser Haile Selassie, Bundestagspräsident Eugen Gerstenmaier, aber auch Industrielle wie der Südbadener Textilfabrikant Hans Schöpflin.
Als Frevert im Dezember 1958 den ehemaligen Reichskanzler Franz von Papen zur Drückjagd auf den Kaltenbronn einlud, erregte er allerdings den Unmut des baden-württembergischen Landtages. Die Gefälligkeit gegenüber dem in Ungnade gefallenen und Frevert aus Rominten bekannten Papen trug ihm Ende April 1959 die Missbilligung seitens des zuständigen Landwirtschaftsministers Eugen Leibfried (CDU) ein. Erstmals wurde dadurch auch die öffentliche Aufmerksamkeit auf die von Görings sogenanntem „Leibjägermeister“ am Kaltenbronn betriebene, exklusive jagdliche Kontaktpflege gelenkt.
Stellte Frevert wie zu NS-Zeiten auch nach 1945 seine jagdlichen Qualifikationen in den Dienst politischer Eliten, so schien er aus den von ihm mitverübten Kriegsverbrechen für sich kaum Lehren gezogen zu haben. So schrieb er 1957 unverhohlen über diese Zeit: Als ich im Sommer 1945 als Flüchtling, der nichts als das Leben gerettet hatte, einen alten Bekannten wiedertraf, sagte mir dieser: ‚Sehen Sie, Frevert, jetzt haben Sie die Quittung! Ich habe Ihnen damals abgeraten, nach Rominten zu gehen, wären Sie meinem Rat gefolgt, dann säßen Sie heute noch geruhsam in Battenberg!‘ Ohne mich zu besinnen, antwortete ich: ‚Und wenn ich vorher gewusst hätte, wie es mir ergehen würde – ich wäre trotzdem hingegangen.‘ 
Er betätigte sich auch wieder jagdlich und war als Schweißhundführer im Verein Hirschmann aktiv, gehörte zu den Richtern auf den Prüfungssuchen und war seit 1955 Vorsitzender des Internationalen Schweißhundverbandes. Er selbst hatte während seines Lebens insgesamt acht Schweißhunde geführt, darunter den bekannten „Hirschmann“. Bei der Internationalen Jagdausstellung 1954 in Düsseldorf übernahm Frevert – wie zuvor schon bei derjenigen 1937 in Berlin – die Schauen „Jagdliches Brauchtum“ und „Rominten“.

## Autor und andere Aktivitäten
Er verfasste die Bücher Die gerechte Führung des Hannoverschen Schweißhundes (1935) sowie Jagdliches Brauchtum (1936). Letztgenanntes Buch wurde im Auftrag des NS-Reichsjägermeisters Hermann Göring verfasst und hatte eine nachhaltige Wirkung auf die deutsche Jägerschaft. Bis in die Gegenwart prägt es Auffassungen von vermeintlich traditionellem, jagdlichem Brauchtum. Kritiker wie Wilhelm Bode und Elisabeth Emmert weisen darauf hin, dass Frevert manchen „Brauch“ kurzerhand selbst erfunden oder sehr eigenmächtig interpretiert habe und auch nationalsozialistisches Gedankengut miteingeflossen ist. Bei der Zusammenstellung von Jagdliches Brauchtum griff Frevert maßgeblich auf die plessischen Haustraditionen zurück, die erst durch Kaiser Wilhelm II. in die preußische Hofjagd importiert und dadurch popularisiert wurden. „Was Frevert als deutsches Brauchtum darstellte“, so Bode und Emmert, „war ein nach Gutdünken gezogener Extrakt feudaler Bräuche, also ein Potpourri“.
Außerdem war er jagdschriftstellerisch tätig und verfasste neben einer Reihe von Beiträgen für Fachzeitschriften wie Wild und Hund mehrere Bücher. Weite Verbreitung fanden Die deutschen Jagdsignale und Brackenjagdsignale (1951) und das Wörterbuch der Jägerei. Ein Nachschlagewerk der jagdlichen Ausdrücke (1953). Seine jagdlichen Erinnerungsbücher Und könnt' es Herbst im ganzen Jahre bleiben (1957), Das Jägerleben ist voll Lust und alle Tage neu (1960) und Abends bracht' ich reiche Beute (posthum 1963) erwiesen sich als Bestseller, die ihn in weiten Kreisen bekannt machten. Zusammengefasst erschienen sie zuletzt 2007 unter dem Titel Mein Jägerleben. Gesammelte Erzählungen des großen Waidmanns. Für sein allgemein wohl bekanntestes Buch, Rominten (1957), erhielt Frevert 1959 den Literaturpreis des Deutschen Jagdschutz-Verbands (DJV). Seine unbestrittene jagdliche Fachkenntnis konnte Frevert in prägnantem Stil vermitteln. Nicht zu leugnen ist allerdings auch, dass er speziell in seinen jagdlichen Erinnerungsbüchern alles möglicherweise Kompromittierende wegließ, verniedlichte oder an den Rand rückte. So stellte er etwa seine Tätigkeit als Jagdführer Görings als mehr oder weniger lästige Dienstpflicht dar.
Dazu kamen regelmäßige Rundfunk- und Fernsehauftritte. Jahrelang war er Mitarbeiter des Südwestfunks Baden-Baden und des Süddeutschen Rundfunks. Beispielsweise brachte der Südwestfunk am Hubertustag 1951 eine zweistündige Sendung mit ihm über Jagd und Jagdkultur. Zwar trug er nach dem Kriege nur selten die Forstuniform, aber auch in ziviler jagdlicher Kleidung, meist mit einem Monokel und Gams- oder Saubart am Hut kombiniert, vermittelte der stets schneidig auftretende Frevert der Öffentlichkeit das Bild des scheinbar „typischen“ deutschen Forstbeamten – allerdings auch bis an den Rand der Selbstkarikatur.

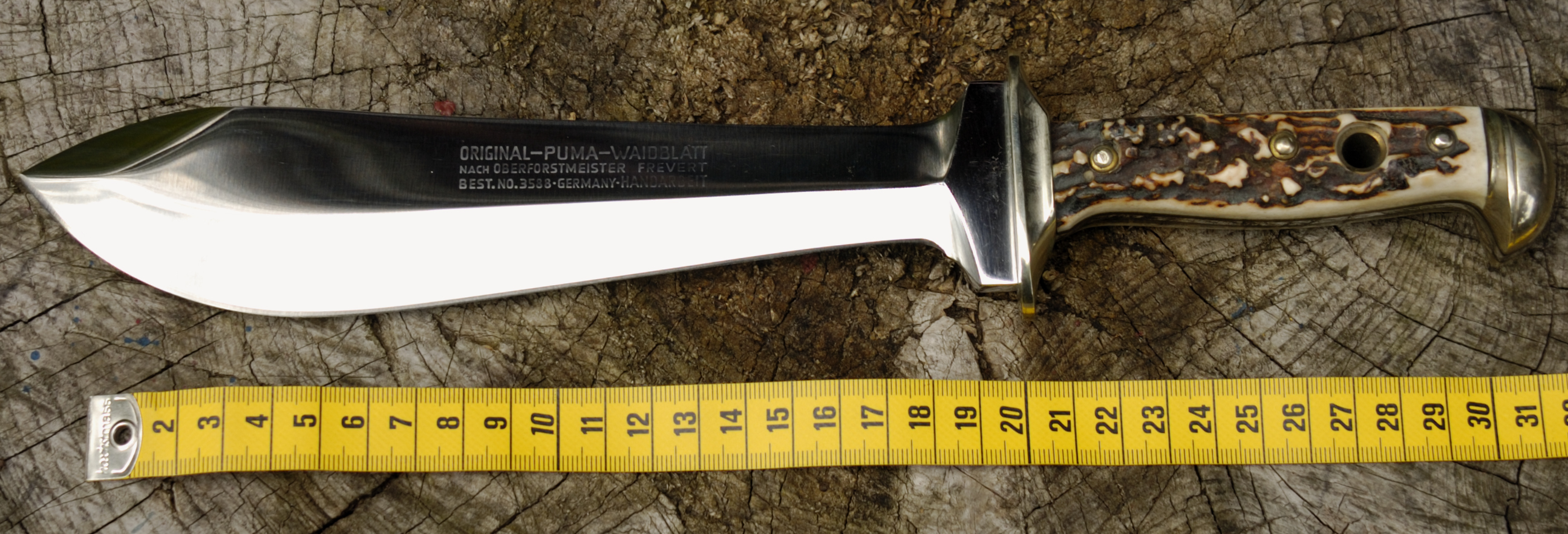
Waidblatt nach Frevert der Firma Puma

Zu seinen vielseitigen Aktivitäten gehörte auch, dass er eine Reihe von Jagdmessern entwarf oder sich zum Test eines neuen Jagdanzugs zur Verfügung stellte.

## Tod und Ehrungen
Frevert kam am 30. Juli 1962 ums Leben, angeblich bei einem Jagdunfall. Die genauen Umstände gelten als ungeklärt, doch stellte die zuständige Staatsanwaltschaft Baden-Baden fest, dass „die gesamten Umstände, insbesondere auch die Lage des Toten und der Waffe“ für „eine Selbsttötung sprechen“. Das entsprechende Schreiben der Staatsanwaltschaft Baden-Baden an die Kriminalpolizei Baden-Baden vom 20. September 1962 befindet sich in Freverts Personalakte im Hauptstaatsarchiv Stuttgart. Doch einigten sich die beteiligten Behörden, das Geschehen zu einem Jagdunfall ohne jegliche Fahrlässigkeit zu erklären, auch, um der hinterbliebenen Familie die Unfallfürsorge zugutekommen zu lassen. Die Beisetzung fand am 2. August 1962 auf dem Friedhof in Gernsbach statt. Eine große Zahl von Trauergästen erwies Frevert die letzte Ehre. An seinem Grab sprachen Bundestagspräsident Eugen Gerstenmaier, der wiederholt Jagdgast im Forstamt Kaltenbronn war, und Landesforstpräsident Hubert Rupf.
1964 errichtete die Forstverwaltung in Freverts ehemaligem Jagdbezirk Stadtwalderkopf zur Erinnerung an ihn und sein Wirken einen Gedenkstein, nur wenige hundert Meter von der Stelle entfernt, wo er zwei Jahre zuvor zu Tode gekommen war. Der Gedenkstein wurde zwischenzeitlich entfernt.

## Vergangenheitsaufarbeitung
Walter Frevert genoss innerhalb der deutschen Jägerschaft jahrzehntelang hohes Ansehen. Erst Wilhelm Bode und Elisabeth Emmert (2000) sowie Andreas Gautschi (2004) gelang es, die lange verschleierte Beteiligung dieses Forstmannes an den Kriegsverbrechen des nationalsozialistischen Deutschlands an die Öffentlichkeit zu bringen. Dass dies so lange gedauert hat, hängt mit der Aktenlage und verschiedenen Zeitumständen zusammen. So ist der Name Freverts nach Gautschis Recherchen in den Dateien der polnischen Hauptkommission zur Untersuchung der nationalsozialistischen Verbrechen in Polen nicht zu finden. Auch gibt es in polnischen Aktenbeständen keine Hinweise auf einen angeblichen Auslieferungsantrag der polnischen Regierung. Darüber hinaus hatte auch Simon Wiesenthal im Jahr 1958 drei bis vier Mal im Forstamt Kaltenbronn lange Gespräche mit Frevert geführt, deren Inhalt allerdings nicht bekannt ist. In Deutschland begann die Untersuchung der Vorfälle von Bialowies erst zwei Jahre nach Freverts Tod. Erst im Jahr 1971 wurde – offenbar in Unkenntnis seines Ablebens – durch Antrag der Oberstaatsanwaltschaft beim Landgericht Darmstadt gegen Frevert und 23 weitere Angehörige der deutschen Besatzung in Bialowies wegen der Beteiligung an Kriegsverbrechen eine Voruntersuchung eröffnet.

## Bibliographie

### Originalausgaben und wichtige Aufsätze in Jagdzeitschriften
- Die gerechte Führung des Hannoverschen Schweißhundes, Berlin 1935 (7., von Karl Bergien und Wolfgang Bruchmüller aktualisierte Auflage unter dem Titel Die Führung des Schweißhundes. Ausbildung und Einsatz des Jagdhundes auf der Wundfährte am Beispiel des Hannoverschen Schweißhundes, Stuttgart 2000, ISBN 3-440-08253-9)
- Jagdliches Brauchtum, Berlin 1936 (mehrere Auflagen, zuletzt als Jagdliches Brauchtum und Jägersprache, Stuttgart 2007, ISBN 978-3-440-11034-8 oder ISBN 3-440-11034-6)
- als Herausgeber: Alte und neue Jäger-Lieder. Mit Bildern und Singweisen, 7. Auflage, Hann. Münden 1939
- als Herausgeber: Ferdinand von Raesfeld: Das deutsche Waidwerk. Ein Lehr- und Handbuch der Jagd, 5. bis 9. Auflage, Berlin 1942 bis Hamburg und Berlin 1961
- Die deutschen Jagdsignale und Brackenjagdsignale. Mit Merkversen, Hamburg und Berlin 1951
- Wörterbuch der Jägerei. Ein Nachschlagewerk der jagdlichen Ausdrücke, Hamburg und Berlin 1953 (mehrere Auflagen, zuletzt als Jagdliches Brauchtum und Jägersprache, Stuttgart 2007, ISBN 978-3-440-11034-8 oder ISBN 3-440-11034-6)
- Die Fütterung des Rotwildes. Anlage und Bau von Fütterungen sowie Futtermittel und Futtermengen, Hamburg und Berlin 1956
- Rominten, München, Bonn und Wien 1957 (10. Auflage, München, Wien und Zürich 1996, ISBN 3-405-11858-1)
- Und könnt' es Herbst im ganzen Jahre bleiben. Jagdliche und andere Erinnerungen, Hamburg und Berlin 1957 (9. Auflage, Hamburg und Berlin 1990, ISBN 3-490-36811-8)
- Das Jägerleben ist voll Lust und alle Tage neu. Jagdliche und andere Erinnerungen, Hamburg und Berlin 1960 (7. Auflage, Hamburg 1995, ISBN 3-490-07411-4)
- Abends bracht' ich reiche Beute. Der jagdlichen Erinnerungen letzter Teil, Hamburg und Berlin 1963 (6. Auflage, Hamburg und Berlin 1989, ISBN 3-490-36711-1)
- Zehn Jahre Jagdherr in Rominten, in: Wild und Hund Heft 39/40 (1942), S. 148–153.

### In Druck
- Walter Frevert, Heinrich Jacob, Anleitung zum Jagdhornblasen. Mit einer Auswahl der gebräuchlichsten Jagdsignale einschließlich der Signale für die Brackenjagd in der durch den DJV revidierten offiziellen Fassung und mit den Merkversen von Walter Frevert, 10. Auflage, Stuttgart 2005, ISBN 3-440-10227-0
- Jagdliches Brauchtum und Jägersprache, Stuttgart 2007, ISBN 978-3-440-11034-8 oder ISBN 3-440-11034-6
- Die Führung des Schweißhundes. Ausbildung und Einsatz des Jagdhundes auf der Wundfährte am Beispiel des Hannoverschen Schweißhundes, 7., von Karl Bergien und Wolfgang Bruchmüller aktualisierte Auflage, Stuttgart 2000, ISBN 3-440-08253-9
- Mein Jägerleben. Gesammelte Erzählungen des großen Waidmanns, Stuttgart 2007 (ISBN 978-3-440-11276-2 oder ISBN 3-440-11276-4)